# جوزيف إيبز براون
جوزيف إيبز براون (بالإنجليزية: Joseph Epes Brown)‏ هو عالم إنسان أمريكي، ولد في 9 سبتمبر 1920 في ريجفيلد ‏ في الولايات المتحدة، وتوفي في 19 سبتمبر 2000 في مونتانا في الولايات المتحدة.